# Павлов, Никифор Павлович
Никифор Павлович Павлов — советский и российский историк-аграрник, доктор исторических наук (1977), заслуженный деятель науки УАССР (1970). Участник Великой Отечественной войны.

## Биография
Никифор Павлович Павлов родился 13 марта 1922 года в удмуртской крестьянской семье деревни Удмурт Сюгаил Можгинской волости (ныне на территории Можгинского района Удмуртской Республики). Учился в начальной школе деревни Верхнее Мельниково и средней школе № 2 города Можги. В 1936 году поступил в Можгинское педагогическое училище, по окончании которого был направлен в Старые Какси на работу учителем местной начальной школы.
В ноябре 1941 года Никифор Павлович добровольно вступил в ряды Красной Армии и был зачислен курсантом дислоцировавшихся в Можге Винницких курсов усовершенствования политсостава. С апреля по сентябрь 1942 года сражался на фронтах Великой Отечественной войны, участвовал в обороне Керчи и Новороссийска. В сентябре 1942 года был тяжело ранен и отправлен на лечение в тыл; в марте 1943 года по состоянию здоровья демобилизован.
С апреля 1943 по май 1945 года Никифор Павлов работал военруком начальной школы деревни Верхнее Мельниково. Одновременно с этим, будучи секретарём первичной комсомольской организации колхоза «Югыт сюрес» (в переводе с удм. — «Светлый путь»), занимался общественной работой, а также заочно учился в Удмуртском государственном педагогическом институте. В 1945 году он был избран на должность первого секретаря Можгинского районного комитета ВЛКСМ, которую занимал по август 1947 года; в 1946 году вступил в члены ВКП(б).